# Ferb Fletcher
Ferbs "Ferb" Fletcher – jedna z głównych postaci z serialu animowanego pt. Fineasz i Ferb oraz filmu animowanego Fineasz i Ferb: Podróż w drugim wymiarze. W odcinku Samodzielna Vanessa okazuje się, że Ferb to tylko skrót od prawdziwego imienia chłopca, którego jednak widzowie nie poznali. W amerykańskiej wersji serialu głosu Ferbowi użycza Thomas Brodie-Sangster, zaś w polskiej Mateusz Narloch.
Ferb pochodzi z Wielkiej Brytanii, podobnie jak jego ojciec. Jego głowa jest prostokątna, ma kwadratowy nos i zielone włosy. Ubrany jest w kremową koszulkę i fioletowe spodnie, sięgające aż pod pachy. Ma ojca Lawrence'a i przybraną matkę (macochę) Lindę Flynn-Fletcher. Ferb jest przyrodnim bratem Fineasza Flynna oraz Fretki. O jego biologicznej matce nic nie wiadomo.
Ferb jest bardzo zdolnym, kreatywnym i utalentowanym konstruktorem. Jest nieśmiały i małomówny. Potrafi świetnie tańczyć, śpiewać i naśladować różne odgłosy za pomocą balona. Zna też wiele języków obcych i jest mistrzem gier video.
Ferb razem z Fineaszem tworzy różne ciekawe wynalazki. O większości z nich wie Fretka, która stara się zawsze na nich donieść mamie. W odcinku Tedeus i Thor chłopak przyznaje, że buduje dziwne rzeczy dla „zabawy i panienek”. Podkochuje się z wzajemnością w Vanessie, córce Doktora Dundersztyca. Ferb przyjaźni się również z Ognikami, Izabelą, Bufordem, Baljeetem, Djangiem, Jeremiaszem i Stefą. Ma fana o imieniu Irving.
Zwierzątkiem Ferba jest Pepe Pan Dziobak, który jest tajnym Agentem P. Chłopiec nie wie o drugim życiu swojego zwierzaka, aż do czasu, kiedy musi rozpocząć walkę ze złym doktorem Heinzem Dundersztycem w filmie Fineasz i Ferb: Podróż w drugim wymiarze.